# Никой (филм)
Никой е български игрален филм от 2017 година на режисьора Андрей Андонов. Филмът прави дебюта си на 12 март 2017 година на София Филм Фест, а официално тръгва по кината на 7 април 2017.
Филмът е заснет около Рудозем и Смолян. Филмът е финансиран с лични средства и от платформата Indiegogo.

## Сюжет
Вера е загубила баща си и решава да се завърне във вилата му в Родопите. Там я изненадват нейни прители, а в съседство се настанява друга двойка, която желае да изкупи земята на Вера.

## Награди
- Награда за най-добри актриси на Гергана Плетньова и Силвия Петкова на 24 МФФ „Любовта е лудост“, (Варна, 2016).